# Муралов, Николай Иванович
Никола́й Ива́нович Мура́лов (7 декабря 1877, Таганрогский округ, область Войска Донского — 1 февраля 1937, Москва) — русский революционер, советский военный деятель, участник левой оппозиции. Старший брат А. И. Муралова.

## Биография

### Начало революционной деятельности
Сын хуторянина-мещанина Ивана Анастасьевича Муралова. По национальности русский. Вначале получил домашнее образование под руководством отца. Затем учился в сельскохозяйственной школе, окончил её в 1897 году. С того же года служил управляющим различных имений, винокуренным и маслобойным заводами. С 1903 года помощник земского агронома в Подольске. В том же году вступил в РСДРП, большевик.
Участвовал в Московском вооруженном восстании в декабре 1905 года, после поражения которого бежал на Дон. Неоднократно арестовывался на короткий срок, с 1907 года служил управляющим имением в Тульской губернии, одновременно вел нелегальную революционную работу. В 1914 году, после начала Первой мировой войны, призван в армию. Становится рядовым 215-го пехотного полка в г. Владимире, затем из полка переведен во 2-ю московскую автороту, в которой служил до февраля 1917 года.

### Революция и Гражданская война. Московский военный округ.
После Февральской революции в 1917 г. стал одним из организаторов Московского Совета солдатских депутатов, входит в его президиум от большевиков. Являлся членом Военного бюро МК РСДРП(б). В сентябре становится заместителем председателя Московского Совета солдатских депутатов. В октябре 1917 член Московского военно-революционного комитета и революционного штаба, один из руководителей вооруженного восстания в Москве. После победы над юнкерами 2 ноября 1917 года Муралов подписал приказ Московского ВРК о победе революции в Москве, и в тот же день был назначен комиссаром Московского военного округа с правами командующего войсками. На этой должности он был с ноября 1917 по февраль 1919 года.
19 марта 1919 года прибыл в третью армию Восточного фронта на должность члена РВС. В июле 1919 года был назначен членом РВС Восточного фронта, в августе того же года назначен членом РВС 12-й армии Юго-Западного фронта. В августе 1920 года назначен членом коллегии Коллегии Наркомата земледелия. 1 марта 1921 года вновь назначен командующим войсками Московского Военного округа. Принимал участие в подавлении беспорядков в г. Шуя Иваново-Вознесенской губернии в марте 1922, вызванных изъятием церковных ценностей, и по поручению Политбюро ВКП (б) отвечал за Шуйское дело, с последующим трибуналом и расстрелом верующих мирян и священников. 26 января 1924 года официально учредил своим приказом начальника гарнизона Москвы первый в истории СССР почетный караул у Мавзолея В. И. Ленина — пост № 1. В мае 1924 года назначен командующим войсками Северо-Кавказского Военного округа, в феврале 1925 г. назначен для «особо важных» поручений при РВС СССР.
Член комиссии по организации похорон Ленина.

### В оппозиции. На хозяйственной работе
С 1925 года член Центральной контрольной комиссии ВКП(б). В 1925—1927 годах начальник военно-морской инспекции Наркомата рабоче-крестьянской инспекции СССР, одновременно ректор сельскохозяйственной академии имени К. А. Тимирязева.
Был участником «объединенной оппозиции», сторонником Л. Д. Троцкого. В ноябре 1927 года за участие в оппозиции был выведен из состава ЦКК ВКП(б), 28 ноября исключен из Общества старых большевиков. На XV съезде ВКП(б) (декабрь 1927) выступил с речью, в которой протестовал против нарушений внутрипартийной демократии, требовал обратить внимание на умышленную преувеличенность обвинений, которые предъявлялись к оппозиционерам. На съезде был исключен из партии.
В феврале 1928 года Муралов был выслан в г. Тару Омского округа. С этого времени работал на незначительных должностях в области хозяйственного управления. В 1929 году переведен в Новосибирск. Работал инспектором, заместителем уполномоченного Зернотреста по Западной Сибири. Поскольку репрессии против оппозиционеров принимали всё более ожесточённый характер, после долгих уговоров в декабре 1935 и январе 1936 написал И. В. Сталину два письма, заявив о разрыве с троцкистами и с просьбой о восстановлении в партии. В 1936 году работал начальником сельскохозяйственного отдела Управления рабочего снабжения Кузбасстроя в Новосибирске.

### Арест и гибель
17 апреля 1936 года был арестован. В качестве одного из главных обвиняемых привлечен к открытому политическому процессу по делу «Параллельного антисоветского троцкистского Центра». 30 января 1937 года приговорен к смертной казни. Расстрелян 1 февраля 1937 г.
В апреле 1986 года Пленум Верховного суда СССР отменил приговор, посмертно реабилитировав Н. И. Муралова.

## Семья
Семья и родственники Н. Муралова в конце 1930-х были репрессированы:
- Жена — Суетенко Анна Семеновна, 17 лет пробыла в тюрьме, лагерях и ссылке, умерла в 1981.
  - Сын — Владимир, был арестован в 1936, погиб в лагере в 1943.
  - Дочь — Галина Николаевна Полещук, также длительное время находилась в ссылке.
- Брат — Муралов, Александр Иванович, советский государственный деятель, нарком земледелия РСФСР, президент ВАСХНИЛ, арестован в октябре 1937 и расстрелян 3 сентября 1938 года.
- Сестра — Юлия Ивановна, умерла в лагере в 1943 году.

## Награды
В 1922 г. награждён орденом Красного Знамени.